# Олександр V (антипапа)
Олекса́ндр V (бл. 1339 — 3 / 4 травня 1410, в миру Петро Філарго, Петро Канді) — антипапа з 26 червня 1409 по 3 травня 1410 року.

## Життєпис
Петро Філарго народився на Криті. В юнацькі роки вступив до ордену францисканців. Петро ріс здібним хлопчиком і був відправлений на навчання в Оксфорд і Париж. Після початку церковного розколу він оселився в Ломбардії. У той час йому протегував міланський герцог Джангалеаццо Вісконті. У 1386 році Петро став єпископом П'яченци, в 1387 році — Віченци, в 1389 році — Новари. У 1402 році був призначений архієпископом Мілана. У 1405 році Інокентій VII зробив Петра кардиналом. Петро Філарго намагався подолати Західну схизму. Але марне втручання Філарго в політику призвело до того, що Інокентій VII позбавив його сану.

## Правління
Його обрано собором в Пізі на противагу антипапі Бенедикту XIII в Авіньйоні і Григорію XII в Римі. Олександр V в усьому підкорявся своєму майбутньому наступнику Івану XXIII (кардинал Бальтазар Косса). У підвладних йому областях здійснив церковну реформу, яка повернула старий звичай обрання настоятелів найбільших монастирів і кафедральних соборів. Олександр V помер у Болоньї в ніч з 3 на 4 травня 1410 року. Його смерть була несподіваною для всіх, навіть ходили чутки, що його нібито вбив кардинал Косса. Похований у церкві св. Франциска в Болоньї.